# Dasyproctus
Dasyproctus (лат.) — род песочных ос из подсемейства Crabroninae (триба Crabronini).
Более 80 видов

## Распространение
Встречаются в Старом Свете: в Афротропике, Палеарктике, в Юго-Восточной Азии, в Австралии и Океании. 25 видов и два подвида встречаются в Ориентальном регионе, 37 видов и 16 подвидов в Афротропическом регионе, 12 видов в Австралоазиатском регионе, один вид и один подвид как в Палеарктическом, так и в Ориентальном регионах, два вида в Палеарктическом и Афротропическом регионах, один вид и два подвида в Ориентальном и Афротропическом регионах, по одному виду в Ориентальном и Австралазийском регионах и один вид в Палеарктическом, Восточном и Австралазийском регионах.

## Описание
Осы мелкого и среднего размера (длина около 1 см). Тело матовое; впадина скапуса вогнутая, простая или ограничена дорсально килем; орбитальная ямка от отчётливой до исчезающей; усиковые ямки соприкасаются друг с другом и с внутренними орбитами; скапус двукилевидный; жгутик самца простой или видоизмененный, у большинства видов нет вентральной каймы щетинки (кроме D. araboides); мандибула на вершине двузубая у самца, трёхзубчатая у самки; воротничок переднеспинки с передним окаймляющем килем, достигающим лопасти переднеспинки у самцов и большинства самок; постспиракулярный киль, омулус и вертлужный киль имеются, смежные; проподеум умеренно скульптирован, дорсальная сторона с микрорёбрами, морщинистая или ячеистая. Задние голени с шипами. Крыловая возвратная жилка впадает в субмаргинальную ячейку за её серединой; югальная лопасть короче субмедиальной ячейки; брюшко с удлиненно-стебельчатым первым члеником; самец без пигидиальной пластинки, самка пигидиальная пластинка заметно сужена, вогнутая.

## Биология
Охотятся на двукрылых насекомых, главным образом на мух и мошек из семейств Chloropidae, Dolichopodidae, Hybotidae, Lauxaniidae, Lonchaeidae, Otitidae, Milichiidae, Muscidae, Pallopteridae, Platystomatidae, Simuliidae, Sphaeroceridae, Stratiomyidae, Tachinidae, Tephritidae и Trypetidae.

## Систематика
Более 80 видов и около 20 подвидов. Род относится к подтрибе Crabronina, трибе Crabronini, подсемейству Crabroninae.
- Dasyproctus abax
- Dasyproctus agilis
- Dasyproctus albomaculatus
- Dasyproctus amplicarinalis Yue & Ma, 2021
- Dasyproctus angusticollis
- Dasyproctus angustifrons
- Dasyproctus araboides
- Dasyproctus arabs
- Dasyproctus artisanus
- Dasyproctus attenboroughi Binoy, Girish Kumar and Santosh, 2021
- Dasyproctus aurovestitus
- Dasyproctus austinorum
- Dasyproctus austragilis
- Dasyproctus barkeri
- Dasyproctus basifasciatus
- Dasyproctus benoiti
- Dasyproctus bipunctatus
- Dasyproctus boketanus
- Dasyproctus braunsii
- Dasyproctus bredoi
- Dasyproctus buddha
- Dasyproctus burnettianus
- Dasyproctus callani
- Dasyproctus caseinus
- Dasyproctus cevirus
- Dasyproctus chiangensis Leclercq, 2015
- Dasyproctus conator
- Dasyproctus croceosignatus
- Dasyproctus crudelis
- Dasyproctus dubiosus
- Dasyproctus erythrotoma
- Dasyproctus expectatus
- Dasyproctus ferox
- Dasyproctus fortunatus
- Dasyproctus francisi Leclercq, 2015
- Dasyproctus frater
- Dasyproctus geethae Binoy, Girish Kumar and Santosh, 2021
- Dasyproctus guadalensis
- Dasyproctus hainanensis Yue & Li, 2021
- Dasyproctus immitis
- Dasyproctus jacksoni
- Dasyproctus jacobsoni
- Dasyproctus javanus
- Dasyproctus jungi
- Dasyproctus kibonotensis
- Dasyproctus kutui
- Dasyproctus lambertoni
- Dasyproctus leclercqi Binoy, Girish Kumar and Santosh, 2021
- Dasyproctus lichtenburgensis
- Dasyproctus lignarius
- Dasyproctus localis
- Dasyproctus longi Pham, 2022
- Dasyproctus medicus
- Dasyproctus naguilianus
- Dasyproctus niger Binoy, Girish Kumar and Santosh, 2021
- Dasyproctus opifex
- Dasyproctus oppidanus
- Dasyproctus pacificus
- Dasyproctus parvus Leclercq, 2015
- Dasyproctus pentheri
- Dasyproctus percarus Leclercq, 2015
- Dasyproctus pulveris
- Dasyproctus ralumus
- Dasyproctus saevus
- Dasyproctus sandakanus
- Dasyproctus saussurei
- Dasyproctus scotti
- Dasyproctus semifulvus
- Dasyproctus septemmaculatus
- Dasyproctus simillimus
- Dasyproctus solitarius
- Dasyproctus solomonensis
- Dasyproctus temporalis
- Dasyproctus togonus
- Dasyproctus townesi
- Dasyproctus tsunekii Binoy, Girish Kumar and Santosh, 2021
- Dasyproctus tyronus
- Dasyproctus uruensis
- Dasyproctus vaporus
- Dasyproctus vechtinus
- Dasyproctus venans
- Dasyproctus vumbuiensis
- Dasyproctus westermanni
- Dasyproctus yorki
- Dasyproctus zibar Leclercq, 2015
- Другие виды

## Галерея

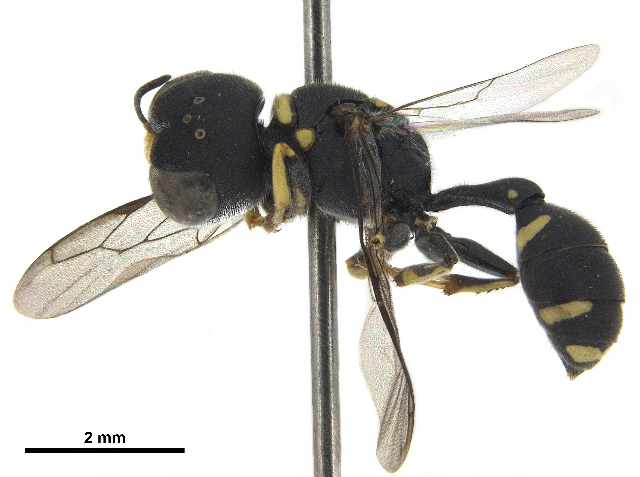
Dasyproctus agilis
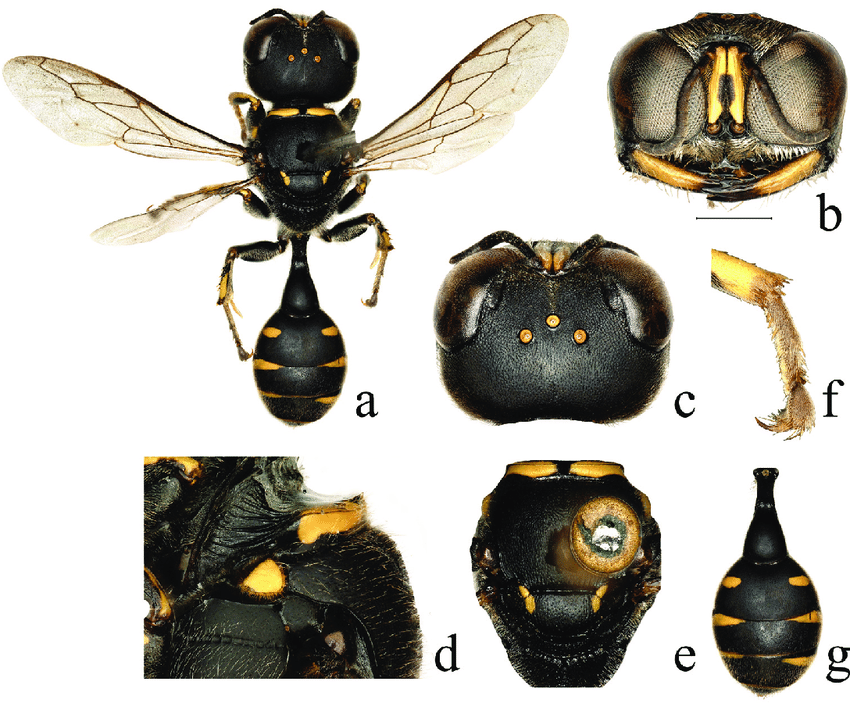
Dasyproctus amplicarinalis
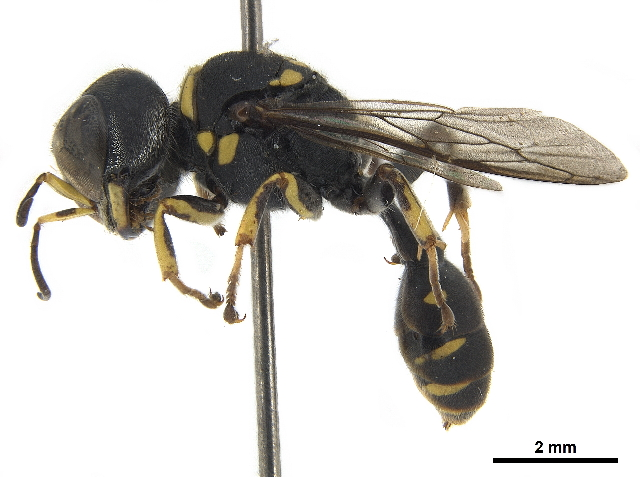
Dasyproctus buddha
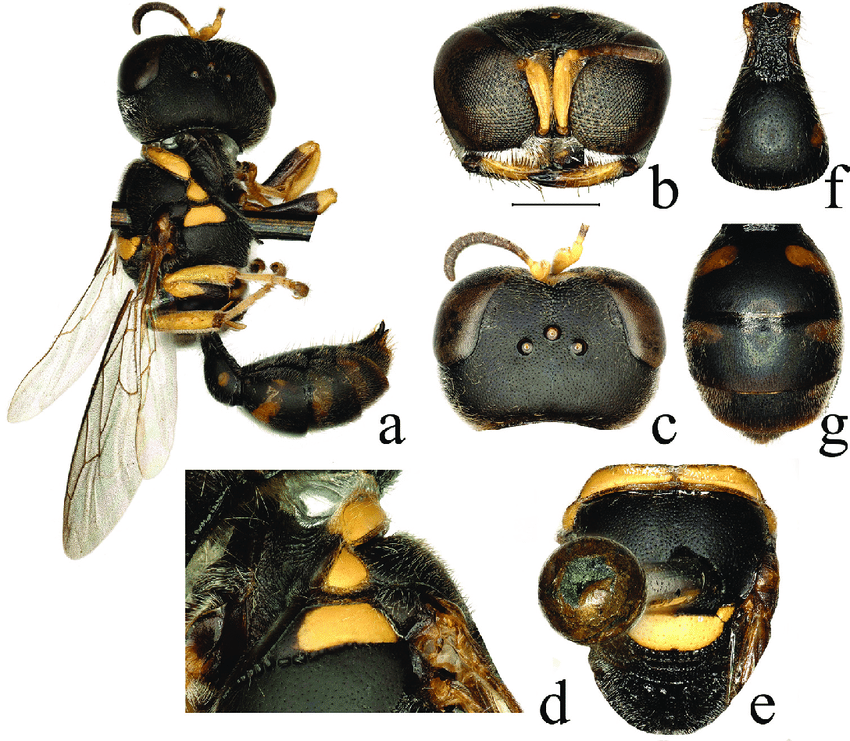
Dasyproctus hainanensis
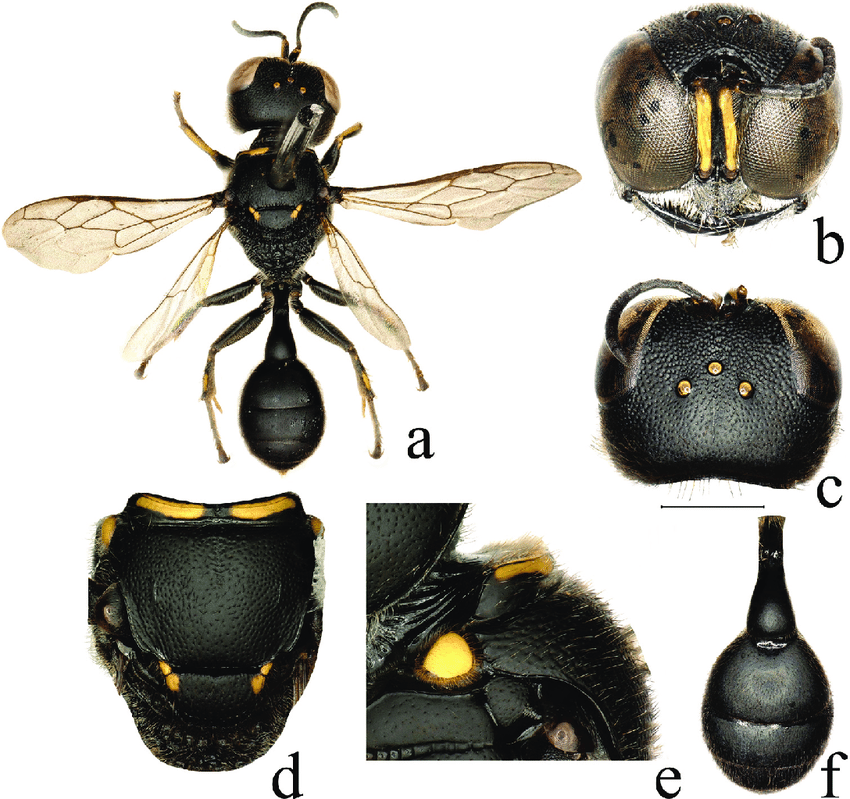
Dasyproctus vaporus